# Qazıqumlaq
Qazıqumlaq è un comune dell'Azerbaigian situato nel distretto di Ucar. Conta una popolazione di 4 147 abitanti.